# Fratte Rosa
Fratte Rosa é uma comuna italiana da região dos Marche, Província de Pesaro e Urbino, com cerca de 1.034 habitantes. Estende-se por uma área de 15 km², tendo uma densidade populacional de 69 hab/km². Faz fronteira com Barchi, Fossombrone, Mondavio, Pergola, San Lorenzo in Campo, Sant'Ippolito.